# Prométhée délivré (Shelley)
Pour les articles homonymes, voir Prométhée délivré et Prométhée (homonymie).
 (juin 2022).
La mise en forme du texte ne suit pas les recommandations de Wikipédia : il faut le « wikifier ».
Les points d'amélioration suivants sont les cas les plus fréquents :
- Les titres sont pré-formatés par le logiciel. Ils ne sont ni en capitales, ni en gras.
- Le texte ne doit pas être écrit en capitales (les noms de famille non plus), ni en gras, ni en italique, ni en « petit »…
- Le gras n'est utilisé que pour surligner le titre de l'article dans l'introduction, une seule fois.
- L'italique est rarement utilisé : mots en langue étrangère, titres d'œuvres, noms de bateaux, etc.
- Les citations ne sont pas en italique mais en corps de texte normal. Elles sont entourées par des guillemets français : « et ».
- Les listes à puces sont à éviter, des paragraphes rédigés étant largement préférés. Les tableaux sont à réserver à la présentation de données structurées (résultats, etc.).
- Les appels de note de bas de page (petits chiffres en exposant, introduits par l'outil «  Source ») sont à placer entre la fin de phrase et le point final[comme ça].
- Les liens internes (vers d'autres articles de Wikipédia) sont à choisir avec parcimonie. Créez des liens vers des articles approfondissant le sujet. Les termes génériques sans rapport avec le sujet sont à éviter, ainsi que les répétitions de liens vers un même terme.
- Les liens externes sont à placer uniquement dans une section « Liens externes », à la fin de l'article. Ces liens sont à choisir avec parcimonie suivant les règles définies. Si un lien sert de source à l'article, son insertion dans le texte est à faire par les notes de bas de page.
- La présentation des références doit suivre les conventions bibliographiques. Il est recommandé d'utiliser les modèles {{Ouvrage}}, {{Chapitre}}, {{Article}}, {{Lien web}} et/ou {{Bibliographie}}. Le mode d'édition visuel peut mettre en forme automatiquement les références.
- Insérer une infobox (cadre d'informations à droite) n'est pas obligatoire pour parachever la mise en page.

Pour une aide détaillée, merci de consulter Aide:Wikification.
Si vous pensez que ces points ont été résolus, vous pouvez retirer ce bandeau et améliorer la mise en forme d'un autre article.
 (juillet 2022).
Si vous disposez d'ouvrages ou d'articles de référence ou si vous connaissez des sites web de qualité traitant du thème abordé ici, merci de compléter l'article en donnant les références utiles à sa vérifiabilité et en les liant à la section « Notes et références ».

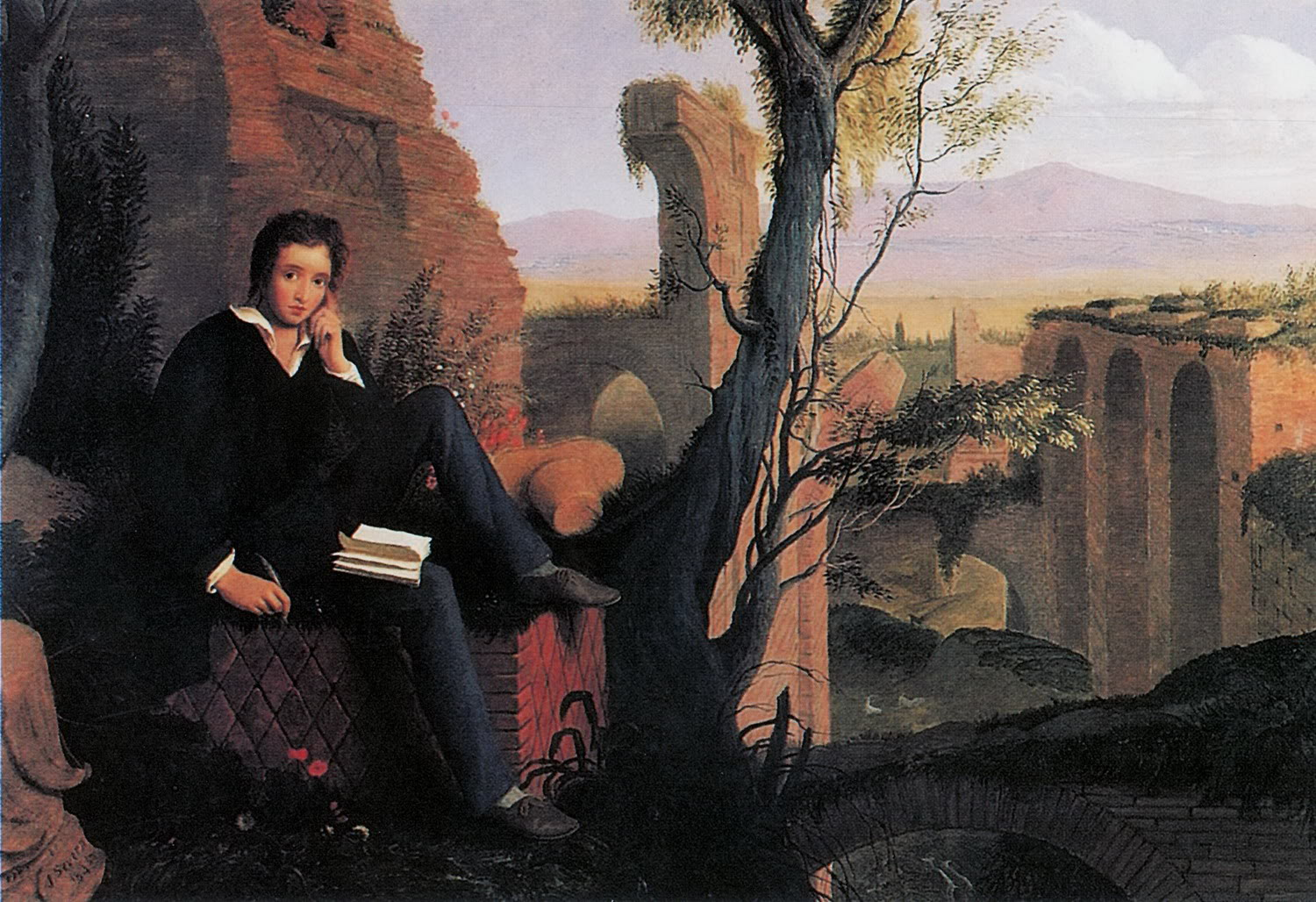
Portrait posthume de Shelley rédigeant Prométhée délivré (Joseph Severn) (1845).

Prométhée Délivré est une pièce en quatre actes écrite par Percy Bysshe Shelley et publiée pour la première fois en 1820. 
La pièce met en scène la figure mythologique du titan Prométhée, puni pour avoir osé tenir tête aux dieux en volant le feu dans la forge de Vulcain et en l'offrant aux hommes. Le roi des dieux, Jupiter, le condamne à être enchaîné à un rocher pour l'éternité et à se faire perpétuellement dévorer le foie par un aigle. 
Prométhée Délivré s'inspire de la pièce éponyme écrite par Eschyle et intégrée à une trilogie consacrée à Prométhée. Si, comme la pièce grecque, celle de Shelley relate la libération de Prométhée, elle ne fait pas de cette libération le fruit d'une réconciliation entre Jupiter et Prométhée, mais plutôt celui de la chute de Jupiter, abandonné par ses anciens fidèles. 
La pièce de Shelley n'a pas été conçue pour être représentée sur scène, mais pour être lue par une ou plusieurs personnes dans un contexte informel. La poésie romantique dont Shelley est un des plus éminents représentants exalte l'imagination : le décor de la pièce doit se construire dans l'esprit du lecteur. Bien que Shelley n'ait jamais eu l'intention de la faire jouer, la pièce comporte de nombreux éléments qui la rendent tout à fait jouable.

## Genèse

### Eschyle
La préface de la pièce, écrite de la main même de Shelley, élucide les intentions qui accompagnèrent sa rédaction et défend les libertés que le poète a prises dans son adaptation du mythe d'Eschyle: 
"Le Prométhée Enchaîné d'Eschyle impliquait la réconciliation de Jupiter avec sa victime, réconciliation qui suivait la révélation du danger qui menaçait son autorité s'il consommait son mariage avec Thétis. Selon cette interprétation du mythe, Thétis était accordée en mariage à Pélée et Prométhée, avec l'autorisation de Jupiter, sorti de sa captivité par Hercule. Si j'avais construit mon intrigue selon ce modèle, je n'aurais rien fait de plus qu'essayer de restaurer la pièce perdue d'Eschyle ; une ambition qui, si mon penchant pour cette manière de traiter le sujet m'avait incité à la chérir, aurait été amoindrie cependant par le souvenir de la comparaison qu'un tel essai aurait nécessairement entraîné. Mais, à la vérité, j'étais opposé à une résolution d'une si grande faiblesse que celle de réconcilier le Champion et l'Oppresseur de l'humanité. L'intérêt moral de ce mythe, qui est si puissamment entretenu par les souffrances et l'endurance de Prométhée, serait annihilé si nous concevions ce dernier comme contredisant ses nobles principes et tremblant devant son adversaire perfide et victorieux."
Quand Shelley écrivit Prométhée Délivré, l'identité de l'auteur des pièces grecques sur Prométhée et le fait qu'elle constitue une trilogie n'étaient pas remis en question. Des trois pièces du cycle sur Prométhée, Prométhée Enchaîné est la seule qui nous soit parvenue intacte, bien qu'il demeurât des fragments de Prométhée Délivré qui permirent de dresser un plan assez détaillé de la pièce, plan fondé sur le mythe de Prométhée tel qu'il fut raconté par Hésiode ainsi que sur les prophéties énoncées dans la première pièce. C'est cette trilogie présumée et la réconciliation de Prométhée avec Jupiter, que l'on estime prendre place dans la dernière partie du cycle, à laquelle Shelley se réfère dans son introduction. 

### Rédaction
Mary Shelley, la femme du poète, mentionna la première, dans une lettre datant du 5 septembre 1818, le travail de son époux sur le manuscrit de Prométhée Délivré. Le 22 septembre 1818, Shelley, alors à Padoue, écrivit à Mary, demeurée à Este, réclamant "les brouillons de "Prométhée Délivré", que tu trouveras sur la table du pavillon numérotés de un à vingt-six." Hormis ces quelques indices, il nous manque des précisions nous permettant de dater plus précisément le début de la rédaction de la pièce, bien qu'il soit certain qu'elle ait commencé lorsque Shelley était déjà en Italie. Shelley lui-même ne parle pour la première fois de sa progression que dans une lettre à son ami Thomas Love Peacock datant du 8 octobre 1818: "Je me suis consacré à l'écriture - et, en effet, je viens tout juste de terminer le premier acte - d'une pièce lyrique et classique que je pense intituler "Prométhée Délivré".
Shelley suspendit l'écriture du poème après la mort de sa fille Clara Everina Shelley le 24 septembre 1818. Après sa mort, Shelley se mit à voyager dans toute l'Italie et n'avança plus la rédaction avant le 24 janvier 1819. Dès le mois d'avril, la plus grande partie de la pièce était terminée. Shelley écrivit à ce propos à Peacock le 6 avril 1819: "Je viens tout juste de finir mon Prométhée Délivré et, dans un mois ou deux, je l'enverrais". Shelley écrivit également à Leigh Hunt pour l'informer qu'il avait fini la pièce. Mais la pièce ne fut pas immédiatement publiée : les corrections de Shelley furent retardées par une nouvelle tragédie : celle de la mort de son fils, William Shelley, qui mourut le 7 juin 1819. 

### Publication
Le 6 septembre 1819, Shelley écrivit à Charles et James Ollier, ses éditeurs attitrés, leur disant que "mon Prométhée Délivré, que j'ai fini depuis longtemps, est à présent en cours de transcription et vous sera bientôt transmis pour la publication". La publication de la pièce, cependant, fut encore retardée, car John Gisborne, que Shelley avait chargé d'amener la pièce avec lui en Angleterre, repoussa son voyage. Ce ne fut pas avant le mois de décembre 1819 que le manuscrit qui contenait les trois premiers actes de Prométhée Délivré atteignit l'Angleterre. Le quatrième acte était alors encore incomplet. Le 23 décembre 1819, Shelley écrivit à Gisborne : "J'ai tout juste fini un acte qu'il faut ajouter à Prométhée, que Mary est à présent en train de transcrire et que je soumettrai à votre jugement avant qu'il ne soit transmis au libraire."
Resté en Italie, Shelley conçut une inquiétude croissante à propos du processus de publication de Prométhée Délivré. Il écrivit de nombreuses lettres à Charles Ollier du mois de mars au mois d'avril 1820, lui demandant entre autres si le texte imprimé était bien celui qu'il avait envoyé puisqu'il lui était impossible de vérifier lui-même les épreuves. Ce ne fut pas avant le mois d'août qu'il apprit que son livre avait été publié. Avec sa femme, Mary Shelley, il était impatient de lire la version publiée et parvint à en obtenir une copie en novembre 1820. 
Après s'être procurés une copie, Shelley écrivit aux frères Ollier le 10 novembre 1820 : "M. Gisborne m'a envoyé une copie du Prométhée dont l'impression est, certes, très belle. Il me faut cependant regretter que les erreurs à l'impression aient été si nombreuses et dans de nombreux aspects si nuisibles au sens d'une sorte de poésie que, j'en ai peur, [...], peu de gens pourront comprendre et apprécier." Il envoya une édition corrigée le 20 janvier 1821. Shelley n'oublia pas les erreurs d'impression, ce qui le poussa à critiquer Charles Ollier lorsqu'il lui envoya le manuscrit d'Adonais pour le faire publier.

## La pièce

### Acte I
L'Acte I commence dans le Caucase Indien où le Titan Prométhée est enchaîné à une paroi rocheuse, entouré par les Océanides Panthée et Ione. Alors que le matin se lève, Prométhée dénonce le roi des dieux, Jupiter, et son règne tyrannique. Il déclare être plus grand que Jupiter, décrivant en détail les souffrances qu'il endure. Lui répondent les quatre voix des montagnes, des printemps, des vents et des tourbillons, ainsi que la Terre elle-même. 
Prométhée médite les paroles prononcées par les voix avant de s'attarder à nouveau sur ses souffrances aux mains de Jupiter. Il se rappelle son amour pour l'Océanide Asie (souvent interprétée comme étant une allégorie de l'humanité, puisque l'on pensait à cette époque que l'homme était né en Asie). Peu après, il insiste auprès de la Terre pour entendre la malédiction qu'il a autrefois prononcé à l'encontre de Jupiter. La Terre lui conseille alors d'invoquer le fantôme de Jupiter. Une fois invoqué, ce fantôme répète fidèlement la malédiction à Prométhée. 
Après avoir entendu la malédiction, Prométhée se repent de l'avoir jamais prononcée et affirme que jamais plus il ne veut souffrir. La Terre se lamente alors à l'idée que Prométhée, vaincu, accepte de se soumettre à Jupiter pour échapper à ses souffrances. L'Océanide Ione intervient alors, affirmant qu'il n'a pas encore cédé, bien au contraire, mais elle est interrompue par l'arrivée de Mercure, accompagné d'une troupe de Furies qui veulent torturer Prométhée. Le messager des dieux, venu sur ordre de Jupiter, les empêche cependant de se jeter sur le Titan. 
Mercure avoue qu'il a pitié de Prométhée, mais il est forcé d'obéir aux ordres de Jupiter. Il demande au Titan enchaîné de lui révéler le destin de Jupiter que Prométhée est seul à connaître. Prométhée refuse de parler. Mercure essaie de négocier avec Prométhée, lui promettant la liberté et la divinité, mais le Titan est inflexible. Face à son refus, Jupiter fait retentir le tonnerre dans les montagnes. Face à la colère du roi des dieux, Mercure quitte Prométhée. Les Furies demeurent et torturent Prométhée. Lorsqu'elles le quittent enfin, un Chœur d'esprits fait son apparition pour célébrer le savoir secret de Prométhée, promettant le triomphe du bien sur le mal. Le message délivré par ce Chœur est discuté par Ione et Panthée jusqu'à la fin de l'acte, où Prométhée se rappelle Asie, son aimée, et où Panthée lui promet que celle-ci l'attend quelque part. 

### Acte II.
L'Acte II commence dans une autre vallée du Caucase Indien où l'Océanide Asie est visitée par Panthée. Panthée lui raconte à quel point sa vie, et celle d'Ione, a été transformée par la chute de Prométhée. Elle explique qu'elle a appris l'amour de Prométhée pour Asie dans un rêve de celui-ci, qu'elle accepte de montrer à Asie. Elles assistent ensemble à deux rêves de Prométhée, qu'elles commentent ensuite. Panthée incite Asie à la suivre pour aller retrouver Prométhée. 
Les scènes suivantes relatent le voyage de Panthée et Asie jusqu'à la grotte où siège le puissant Démogorgon. Asie l'interroge pour connaître l'identité du créateur du monde; elle-même raconte que Vulcain et Jupiter sont les rois de l'univers, mais que  ce dernier n'a obtenu son trône que grâce à l'intervention de Prométhée. Jupiter serait, selon elle, responsable de tous les maux de la Terre, tandis que Prométhée en serait le généreux bienfaiteur. Démogorgon ne lui apporte aucune réponse, affirmant seulement que seul l'Amour est éternel.
Asie lui demande alors quand Prométhée sera délivré; Démogorgon lui indique alors le ciel nocturne et l'Océanide aperçoit plusieurs chariots qui le traversent. Ces chariots sont dirigés par les Heures. L'une d'entre elles s'attarde pour parler à Asie en termes énigmatiques, puis une autre vient l'emmener avec Panthée sur son chariot. Asie semble soudain transfigurée alors qu'un chant exaltant le pouvoir de l'amour remplit les airs. A travers son amour pour Prométhée, elle peut suivre le déroulement du temps et reçoit la promesse d'un paradis futur.

### Acte III
L'Acte III commence au paradis où Jupiter siège sur son trône devant d'autres dieux qu'il invite à se réjouir devant sa toute-puissance. Il affirme avoir tout conquis, hormis les âmes des hommes mortels. Il invite les dieux à boire lorsque Démogorgon fait son apparition. Démogorgon se proclame fils de Jupiter, plus puissant que son père qui prend peur et le supplie de l'épargner, arguant que Prométhée lui-même, celui qu'il a le plus humilié, ne lui voudrait aucun mal. Quand Démogorgon ne répond pas, Jupiter déclare qu'il le combattra, mais lorsqu'il s'élance pour l'attaquer, les éléments refusent de l'aider. 
La scène 2 se déroule près d'une rivière. Océan parle de la chute de Jupiter avec Apollon, qui refuse de s'attarder sur l'événement. La scène 3 prend place dans le Caucase après que Prométhée a été libéré par Hercule. Prométhée remercie Hercule et part retrouver Asie, à qui il promet un futur idyllique dans une grotte qu'ils partageraient pour toujours. Il invoque la Terre, qui malgré sa joie mentionne la mort. Asie lui demande pourquoi elle parle d'une si sinistre figure mais la Terre répond qu'Asie ne pourrait comprendre, puisqu'elle est immortelle. Elle appelle un porteur de torche qui guidera Prométhée, Asie, Ione et Panthée jusqu'à un temple qui fut autrefois dédié à Prométhée et qui deviendra leur demeure. 
La scène 4 se déroule près du temple où l'esprit porteur de torche les a conduits. Asie discute avec une Heure, venue les visiter, qui leur décrit les bouleversements opérés dans le monde des hommes à la suite de la chute de Jupiter. Les hommes auraient, selon elle, abandonné les trônes et vivaient en égaux dans l'amour et le respect. Puisqu'ils ne craignaient plus le tyran suprême, Jupiter, ils ne se comportaient pas comme des tyrans eux-mêmes. 

### Acte IV
L'acte IV se déroule près de la nouvelle demeure de Prométhée et Asie. Les Heures, puis la Terre, puis la Lune, Panthée, Ione et le Démogorgon échangent sur les transformations encourues par le monde après la chute de Jupiter. 

## Analyse

### Personnages
- Prométhée, le personnage principal de la pièce.
- Démogorgon
- Jupiter, le roi tyrannique des dieux.
- La Terre
- Océan
- Apollon
- Mercure, le messager de Jupiter et des dieux.
- Hercule, qui libère Prométhée de ses chaînes, comme dans la version d'Eschyle (à cette différence près qu'il le fait à la suite de la chute de Jupiter et non sur ordre de celui-ci).
- Asia, l'Océanide, aimée de Prométhée.
- Ione, une Océanide.
- Panthée, une Océanide.
- Le fantôme de Jupiter.
- L'esprit de la Terre, porteur de torche.
- Les esprits des Heures.
- Les esprits.
- Les Echos.
- Les Faunes.
- Les Furies qui viennent déchirer et torturer Prométhée sur ordre de Zeus.

### Thèmes

#### Un héros satanique
Shelley compare son héros romantique, Prométhée, au Satan de Milton dans le Paradis Perdu sans pour autant les identifier complètement l'un à l'autre : "Le seul être imaginaire qui ressemblât en tout point à Prométhée est Satan; et Prométhée est, selon moi, un personnage plus poétique que Satan, parce que, en plus du courage, et de la majesté, et d'une ferme et patiente opposition à un pouvoir omnipotent, il peut être considéré comme exempt des travers de l'ambition, de la jalousie, de la rancune et du désir d'accroître sa propre importance qui, pour le héros du Paradis Perdu, se heurte à son intérêt. Le personnage de Satan engendre en esprit une casuistique pernicieuse qui nous conduit à peser ses fautes avec ses torts et à excuser ces derniers parce que les premiers dépassent toute mesure. Dans l'esprit de ceux qui considèrent cette magnifique fiction avec un sentiment religieux, elle fait naître quelque chose de pire. Mais Prométhée est, en quelque sorte, le type de la plus haute perfection de la nature morale et intellectuelle, conduites par les motifs les plus purs et les plus vrais aux meilleures et aux plus nobles fins."
En d'autres termes, si le Satan de Milton incarne un esprit de rébellion, son personnage possède ce défaut que les buts qu'il se propose ne sont pas humains. Satan ressemble à Prométhée dans la lutte qu'il mène contre l'univers, mais il perd son aspect héroïque une fois transformé en un serpent qui ne désire plus que la vengeance et devient un ennemi de l'humanité. 
Lorsque le lecteur compatit avec Prométhée ou Satan, il considère Jupiter et Dieu comme des êtres tout-puissants qui s'appuient sur leur pouvoir pour conserver leur autorité. Le Jupiter d'Eschyle est une incarnation du Destin, une force qui s'oppose toujours à la volonté libre des individus. Chez Milton, Dieu est capable de renverser facilement Satan. Bien que les deux divinités soient opposées à la volonté humaine, elles représentent toutes deux une partie de l'esprit humain qui cherche à limiter la volonté libre : la raison et la conscience. Cependant, le Jupiter de Shelley est incapable de briser la volonté de Prométhée, et Shelley accorde à son Dieu le pouvoir de la raison et de la conscience. 
Le personnage de Démogorgon représente, selon Maud Bodkin, l'Inconscient. Il s'agit de "la force inconnue qui habite l'âme et qui, après un conflit intense et la reddition complète de la volonté consciente, grâce à la vertu de l'élément créatif et imaginatif noyé dans ses profondeurs, peut se révéler et bouleverser l'attitude habituelle d'un homme, transformant ses tensions et oppressions préétablies." Le Démogorgon est le contraire de Jupiter qui, "dans le mythe, est ressentie comme une tension, une tyrannie établie dans un passé lointain par l'esprit d'un homme sur lui-même et sur le monde, une tyrannie qui, jusqu'à ce qu'elle puisse être renversée, le maintient dans un état de tourment, séparé de ses propres énergies créatives."

#### Une Apocalypse
Dans Prométhée Délivré, Shelley cherche à construire un idéal révolutionnaire parfait, quoique d'une manière abstraite. Son personnage de Prométhée peut être inspiré, quoiqu'assez librement, de la figure christique et du personnage du Fils dans le Paradis Perdu. Si Jésus et le Fils se sacrifient pour sauver le monde, ce sacrifice n'a aucun effet sur la tyrannie incarnée par la figure de Dieu le Père. Prométhée ressemble à Jésus en ce qu'ils adressent tous deux au pouvoir suprême des paroles de vérité ainsi que dans la manière dont le Titan vainc le tyrannique Jupiter: en se remémorant et en annulant la malédiction qu'il avait prononcée longtemps auparavant contre Jupiter, il vide le roi des dieux de son pouvoir, qui se nourrissait de la colère et du désir de vengeance de ses ennemis. 
Dans l'Acte I, quand Prométhée est torturé par les Furies, Panthée décrit Prométhée comme "un jeune homme au visage résigné cloué sur une croix". Peu après, Prométhée s'adresse ainsi à une Furie : "Apaise l'angoisse de ce regard fiévreux; ferme ces lèvres blèmes; que ce front blessé d'épines cesse de ruisseler de sang, il se mêle à tes larmes ! Fixe, fixe ces yeux torturés dans la paix et la mort, afin que tes spasmes d'agonie ne secouent plus ce crucifix [...]".
La régénération de l'humanité et du monde est symbolisée par l'union de Prométhée et d'Asie. Shelley se réfère, dans les derniers actes de sa pièce, au mythe classique de l'Âge d'Or, qu'il combine avec les conceptions bibliques de la chute et du millénium. 

#### Une pièce politique
Prométhée Délivré est aussi la réponse de Shelley aux erreurs de la Révolution française qui n'a fait que remplacer un tyran par d'autres tyrans. Shelley voulait donner l'exemple d'une révolution qui éviterait 
précisément cela : à la fin de sa pièce, il n'y a pas de pouvoir en place ; le poète dépeint une sorte de paradis anarchiste. 
Shelley conclut sa préface en évoquant ses intentions en tant que poète : "Mon but a jusqu'ici été de rendre familiers à l'imagination hautement raffinée [...] des lecteurs de poésie avec les beaux idéalismes de l'excellence morale; étant averti que, tant que l'esprit ne peut aimer, et admirer, et faire confiance, et espérer, et endurer, les principes raisonnés de la conduite morale sont comme des graines jetées sur le chemin de la vie et que le passant inaverti broie en poussière sous ses pas, bien qu'elles contiennent la récolte de son bonheur". 
Prométhée Délivré, tel que refaçonné par les mains de Shelley, est un texte férocement révolutionnaire qui défend la volonté libre, la bonté, l'espoir et l'idéalisme comme capables de résister à l'oppression. L'Epilogue, proclamé par Démogorgon, exprime les principes de Shelley en tant que poète et révolutionnaire : "Souffrir des maux que l'Espoir même juge infinis ; pardonner des crimes plus noirs que la nuit ou que la mort ; défier un pouvoir qui semble omnipotent ; aimer, et supporter ; espérer, jusqu'à ce que l'espérance crée de son propre désastre l'objet qu'elle se propose ; ne changer, ni n'hésiter, ni ne se repentir ; cela, comme ta gloire, Titan, est être bon, grand, heureux ; beau et libre ; cela seul est la Vie, la Joie, l'Empire, et la Victoire."

## Accueil critique
Le poète britannique William Butler Yeats qualifia la pièce comme faisant partie des "livres sacrés du monde".